# 格奧爾格·托馬斯
格奧爾格·托馬斯（德語：Georg Thomas，1890年2月20日—1946年12月29日）是一位德國陸軍將領，最高軍階為步兵上將。托馬斯對納粹德國戰爭經濟的運作中有著舉足輕重的作用，其策劃侵略蘇聯後實施經濟開發與榨取資源等活動，也是奪取蘇聯佔領區糧食以供應德軍、造成當地平民大量餓死的「飢餓計畫」的主要制定者。
托馬斯為反納粹團體的一員，與後者要人路德維希·貝克、卡爾·格德勒和約翰內斯·波皮茲等人有所接觸，也知曉1938年最終未遂的軍事政變，而在1944年的7月20日密謀案發生後，托馬斯被蓋世太保逮捕，送入達豪集中營與弗洛森比格集中營關押，最終被美軍第5軍團救出。

## 生平

### 早年與戰間期
托馬斯於1890年2月20日出生在勃蘭登堡的一個中上層家庭，父親經營工廠。1908年，托馬斯加入德意志帝國陸軍，並於1910年以少尉軍銜服役於第63步兵團。1914年，他擔任第63步兵團第3營副官。在一戰期間，托馬斯於各團參謀部以及總參謀部任職。1917年4月18日，托馬斯晉升上尉，並最終駐法第6步兵師擔任參謀。托馬斯在一戰中表現英勇而大膽，獲得過多枚勳章，包括霍亨索倫王室勳章、一級鐵十字勳章、重傷獎章、薩克森-梅寧根戰功榮譽十字勳章、奥匈帝国三級軍功勳章。
戰後，托馬斯留在威瑪防衛軍，於駐德累斯頓第4步兵師參謀部任職，後於1928年被分配到陸軍軍械局擔任參謀軍官。1929年2月1日，托馬斯晉升少校，1930年當上軍械局參謀長。在1928至1938年於陸軍軍械部任職的十年間，托馬斯傾心研究戰爭經濟問題，特別是著重於一戰的經驗教訓，認為經濟與軍備擁有相等的重要性。托馬斯認為，一個國家的經濟資源必須不間斷地進行清查，以使在戰時發揮最高效率的利用，也是備戰的一大重點。因此托馬斯呈交上級的多份書面備忘錄，提出建立一個中央機構負責監督「國防經濟」，以使德國能最有效地利用經濟資源，特別是軍備生產方面。然而儘管托馬斯的建議頗具雄心，但當時工業社會有其複雜性，陸海空三軍也各持己見，各自制定軍備計劃。他們僅視托馬斯為可供諮詢的顧問，但其幕僚從未能對各軍種的任何重大決策施加影響力。

### 第二次世界大戰

#### 戰爭初期
1938年1月1日，托馬斯晉升少將。同年，德國國防軍內部發生「布隆堡-弗里奇事件」，陸軍總司令威爾納·馮·弗里奇男爵受到莫須有的同性戀行為指控，被迫解除職務。即使之後證明其無罪，但弗里奇再也未獲得過重大任命。此事使原本就對納粹政府抱持疑慮的托馬斯深感失望，他後來寫道：「我內心與這個制度（納粹主義）的徹底決裂」。也就在這段時期，托馬斯開始與反納粹勢力接觸，包括前陸軍參謀長路德维希·贝克大將、前萊比錫市長卡爾·格德勒，商討如何使德國免於被戰火覆滅。至1939年夏，托馬斯為當時的波蘭戰爭危機憂心忡忡，向國防軍最高統帥部部長威廉·凱特爾大將提交一份備忘錄，稱進攻波蘭將引發一場世界大戰，而德國在經濟方面並未做好準備，但凱特爾對此不屑一顧，拒絕實施托馬斯在備忘錄中建議採取的措施。不死心的托馬斯提交了第二份、內容更為詳細的報告給凱特爾，以各種圖表鉅細靡遺的標示出德國經濟與各大國相比的種種劣勢，凱特爾大為震驚，因此將其呈報到元首阿道夫·希特勒處，後者看完後叫凱特爾毋需擔憂，因為蘇聯（托馬斯報告中列出的大國）將與德國合作。
1939年11月間，托馬斯試圖說服陸軍參謀長弗朗茲·哈爾德和陸軍總司令瓦爾特·馮·布勞齊區逮捕希特勒，但兩人都堅決拒絕，哈爾德的理由是士兵有責任服從最高指揮官（希特勒），布勞齊區態度更甚，他找上軍事情報局「阿勃維爾」首長威廉·卡納里斯，建議逮捕托馬斯，然而卡納里斯也是反納粹集團的一員，因此這件事直接被掩蓋過去。隨著西線攻勢即將展開，托馬斯越發擔憂德軍可能入侵中立國，再次試圖說服哈爾德採取行動，他給後者看了與教皇庇護十一世有私交的巴伐利亞律師約瑟夫·穆勒博士發來的電報，報上寫道：「若希特勒和外交部長約阿希姆·馮·里賓特洛甫都被剷除，梵蒂岡將出面調停以實現和平。」但哈爾德再次拒絕了托馬斯的請求。

#### 策劃長期戰爭
由於未能說服其他人採取反對希特勒的行動，托馬斯的陰謀活動一度沈寂。1940年1月1日，托馬斯晉升為中將。同年春季，德國成功入侵丹麥和挪威後，心灰意冷的托馬斯決定聽天由命。1940年8月1日，托馬斯晉升步兵上將，並除了原最高統帥部外，亦兼任陸軍經濟部暨軍備辦公室（Economic Department and Armament Office of the Army）首長。在希特勒準備發動對蘇戰爭時，托馬斯提出報告警告即使攻佔被稱作盛產農作物的烏克蘭也難以解決德國的物資短缺問題，若要維持其生產必須仰賴大量拖拉機和卡車，但德軍若不奪取高加索的油田無法實現上述目的，高加索則又遠遠超過德軍發動侵略行動後最初所能抵達的位置。1941年2月5日，希特勒提出要求，指出對蘇聯各大工業區進行研究，是否能以其維持當地德軍的佔領行動。托馬斯提交了早已準備好的報告，直指德國面臨嚴重的經濟短缺問題，但被凱特爾告知「元首不會受到這樣的論調影響」，於是托馬斯將其修正結論，以更符合希特勒的喜好。2月13日，托馬斯發表東線軍事行動對國防經濟的影響，預測若以速戰速決的方式順利奪取大量完好的物資，德國面臨的食物和原物料危機可獲得明顯改善，但戰爭時間一拉長諸如交通運輸、原油補給、食物和運輸保障等多項問題將會一一出現，且德軍必須一路推進到烏拉山的工業區，將其破壞或佔領，蘇聯才可能垮台。美國歷史學家史蒂芬·G·弗里茨（Stephen G. Fritz）指出：「這份報告描述的緊急經濟需求事實上就是證明侵略蘇聯是解決德國問題的方法，而希特勒絕不會錯過這個方式。」
在希特勒決心進攻蘇聯後，托馬斯的問題便不再是是否反對發動戰爭，而是如何實現利益上的最大化，於是開始與經濟官員的農業部國務秘書赫伯特·巴克密切合作，深入研究如何將德國在蘇聯的佔領區內經濟效益提高到最大化，即「飢餓計畫」。1941年5月2日，托馬斯在會議上便直接表明：「只有當陸海空三軍在戰爭的第三年內都能從蘇聯獲得補給，戰爭才能繼續進行。若我們需要的補給都從蘇聯拿走，無疑會有數千萬人餓死。」歷史學家亞當·圖茲將托馬斯形容是一位「玩弄反對希特勒戰爭的人」的人，且是個「殘酷的實用主義者」，唯一在乎的只是「德國作為大國的未來」，圖茲也形容會上托馬斯的發言「是納粹政權歷史上最不尋常的官僚主義記錄之一，在比任何時候討論『解決猶太人問題』時還要更直白的指示下，德國各大機構都同意施行了一項大規模屠殺計畫，這使九個月後萊茵哈德·海德里希在萬湖會議上提出的計畫顯得相形見拙。」

### 辭職至去世
德國侵蘇行動「巴巴羅薩作戰」展開後，托馬斯於8、9月曾前往俄國戰場，拜會幾位集團軍司令，盤算發動政變的可能性，但沒獲得什麼成果。1942年5月6日，托馬斯被任命為軍備委員會成員。月底，他又被任命為軍需部新任軍備辦公室主任，但其經濟權力遭到分割，希特勒指定的軍需專家阿爾伯特·施佩爾掌握了越來越多控制權，感到被架空的托馬斯因而於1942年11月20日辭去了軍需部的職務，但仍留在最高統帥部工作。
1943年1月，同盟國英美領袖在卡薩布蘭卡會議舉行會議，美國總統富蘭克林·羅斯福宣布盟軍將只接受德國、義大利和日本無條件投降。由於托馬斯已看到戰爭必然失敗的結局，即便是希特勒下台，任何繼承的德國政府都無法指望盟軍的條件有所軟化，若刺殺希特勒還可能將其塑造成德國人民心目的烈士，因此托馬斯此後就再無參與任何反納粹活動。
1944年7月20日，反納粹集團於德軍基地「狼穴」刺殺希特勒未遂，在納粹政府大力搜捕下，有些牽扯到1938至1939年托馬斯與密謀者關係的文件被查獲，儘管沒有直接證據足以證明托馬斯與本次行動有關，但托馬斯仍於1944年10月11日被捕，送至達豪集中營與弗洛森比格集中營。1945年4月下旬，他與約140名犯人被轉移至蒂羅爾州的集中營。4月30日，由維查德·馮·阿爾文斯萊本率領的國防軍部隊和美軍已包圍集中營，親衛隊軍警逃走，托馬斯因此於1945年5月5日被美軍第5軍團救出。
戰爭結束後，托馬斯很快便恢復自由，之後搬到法蘭克福，於1946年在當地去世。

## 註腳
1. 1 2  Mitcham & Mueller（2000年），第21页
2. 1 2  Mitcham & Mueller（2000年），第22页
3. 1 2 3  Mitcham & Mueller（2000年），第23页
4. ↑  弗里茨（2017年），第58页
5. 1 2  弗里茨（2017年），第59页
6. ↑  弗里茨（2017年），第60页
7. ↑  弗里茨（2017年），第61页
8. ↑  Tooze（2006年），第478页
9. ↑  Tooze（2006年），第479页
10. 1 2 3  Mitcham & Mueller（2000年），第24页
11. ↑  Thomas
12. ↑  Diese Seite gibt es nicht